# Brstovec
Brstovec – wieś w Słowenii, w gminie Semič. W 2018 roku liczyła 29 mieszkańców.